# Hank Zipzer - Fuori dalle righe
Hank Zipzer - Fuori dalle righe (Hank Zipzer) è una serie televisiva britannica ispirata alla serie di libri Hank Zipzer il superdisastro, di Henry Winkler e Lin Oliver. In Inghilterra la serie ha debuttato sul canale CBBC il 20 gennaio 2014, mentre in Italia la serie ha debuttato il 12 gennaio 2015 su Disney Channel.
Un film natalizio dalla durata di 84 minuti è stato trasmesso sul canale CBBC a dicembre 2016, mentre in Italia è andato in onda su Rai Gulp il 25 dicembre 2018.

## Trama
Hank Zipzer è un alunno della Westbrook Academy dislessico, che segue sempre il suo distratto cervello con genialate assurde che alla fine si mostrano utili. I suoi genitori sono di origini italiane, ha un forte rapporto con Mr. Rock il professore di musica e un brutto rapporto con Mrs. Adolf la professoressa di matematica. Ha due amici Ashley e Frankie e preso di mira dal perfido bullo Nicholas Mckelty, affronterà i suoi problemi.

## Cast
- Juliet Cowan: Rosa Zipzer
- Neil Fitzmaurice: Stanley Zipzer
- Jude Foley: McKelty
- Madeline Holliday: Emily Zipzer
- Nick James: Henry "Hank" Zipzer
- Nick Mohammed: Mr.Love
- Felicity Montagu: Mrs. Adolf
- Vincenzo Nicoli: Papa Pete
- Jayden Jean Paul-Denis: Frankie
- Henry Winkler: Mr. Rock
- Chloe Wong (st. 1), Alicia Lai (st. 2): Ashley

## Episodi
| Stagione                                       | Episodi                                        | Prima TV UK | Prima TV Italia |
| ---------------------------------------------- | ---------------------------------------------- | ----------- | --------------- |
| Prima stagione                                 | 13                                             | 2014        | 2015            |
| Seconda stagione                               | 13                                             | 2015        | 2015            |
| Terza stagione                                 | 13                                             | 2016        | 2016            |
| Film TV: Hank Zipzer e la catastrofe di Natale | Film TV: Hank Zipzer e la catastrofe di Natale | 2016        | 2018            |